# Бердников, Дмитрий Викторович
Дмитрий Викторович Бердников (род. 24 июля 1966, Ангарск, Иркутская область) — российский политический деятель, член партии «Единая Россия», мэр Иркутска с 27 марта 2015 года по 17 марта 2020 года, в настоящее время заместитель главы Мариуполя Донецкой Народной Республики.

## Биография
Родился 24 июля 1966 года в г. Ангарск в семье Виктора Бердникова, известного в 60-е годы футболиста местной команды и Альбины Семёновны Ковалёвой, впоследствии получившей звание почётного гражданина города Иркутска, государственного советника юстиции 2 класса (генерал-лейтенанта).
В школе Дмитрий Бердников играл в хоккей с шайбой, был вратарём в хоккейной команде «Ермак». Окончил школу № 38 в г. Ангарске в 1983 году. Поступил в Иркутский политехнический институт (ныне ИРНИТУ). Во время обучения командовал стройотрядами на строительных объектах в Братске, Усть-Илимске, Иркутске. Освоил большое количество рабочих и строительных профессий. Окончил институт с квалификацией «инженер-строитель».
По распределению после института попал в государственный трест «ВостокСантехМонтаж» министерства монтажных и специальных строительных работ СССР, где дошёл по карьерной лестнице до главного инженера.
С 1991 по 1993 год — директор завода «БайкалИнтерПласт».
В 2001 году получил второе высшее образование по специальности «Юриспруденция».
С 2006 по 2014 год занимал руководящие должности в бизнес структурах.
В 2014 году баллотировался в думу города Иркутска шестого созыва по избирательному округу № 18 как самовыдвиженец. Кандидаты от «Единой России» Дмитрий Турушев и Владимир Рожков после собеседований сняли свои кандидатуры. На выборах 14 сентября 2014 года избран в городскую думу Иркутска, получив поддержку 57,92 % избирателей, участвовавших в голосовании при одной из самых низких явок в городе: 12,68 %. Фактически за него проголосовали 998 человек. На первом заседании Иркутской городской думы шестого созыва был единогласно выбран председателем думы. Затем вступил в ряды партии «Единая Россия».
27 марта 2015 года депутатами Думы Иркутска единогласно выбран мэром города. 17 марта 2020 года сложил полномочия мэра Иркутска в связи со сменой места работы (ранее был приглашен на должность исполняющего обязанности первого заместителя губернатора Иркутской области).
12 ноября 2020 года назначен и. о. заместителя председателя правительства республики Саха (Якутия). Обязанности Бердникова в данной должности — вопросы организации и сопровождения работ по строительству Ленского моста.
В ноябре 2022 года назначен первым заместителем главы Мариуполя ДНР.
17 мая 2023 года назначен заместителем председателя Правительства ДНР. 18 февраля 2025 года освобождён от должности.
Указом Главы ДНР № 130 от 19 февраля 2025 года назначен Первым заместителем председателя Правительства Донецкой Народной Республики.